# جاك فيرغسون (لاعب كرة الماء)
جاك فيرغسون (بالإنجليزية: Jack Ferguson)‏ هو لاعب كرة الماء أسترالي، ولد في 12 أبريل 1922 في North Sydney, Nova Scotia ‏ في كندا، وتوفي في 1994 في تويد هيدز في أستراليا.

## وصلات خارجية
- جاك فيرغسون على موقع أوليمبيديا (الإنجليزية)
- جاك فيرغسون على موقع اللجنة الأولمبية الأسترالية (الإنجليزية)